# Epitonium celesti
Epitonium celesti är en snäckart som först beskrevs av Aradas 1854.  Epitonium celesti ingår i släktet Epitonium och familjen vindeltrappsnäckor. Inga underarter finns listade i Catalogue of Life.